# The Blessed Madonna
Marea Stamper (geboren 22. Oktober 1977 in Kentucky), besser bekannt unter ihrem Künstlernamen The Blessed Madonna (früher The Black Madonna; auch Lady Foursquare), ist eine amerikanische DJ, Produzentin und Musikerin. Mixmag kürte sie zum DJ des Jahres 2016. Ihr eigenes Plattenlabel ist We Still Believe. Stamper identifiziert sich als nichtbinär.

## Musikalische Karriere
Geboren als Marea Stamper, eine Highschool-Abbrecherin, die wegen ihres geschlechtsuntypischen Aussehens gemobbt wurde, begann ihre Karriere in den späten 1990er Jahren mit dem Verkauf von Mixtapes von Underground-DJs auf Raves.
Sie wurde als „eine der aufregendsten Turntablisten der Welt“ bezeichnet.
Im Jahr 2018 spielte The Black Madonna sich selbst als In-Residence-DJ für das Videospiel Grand Theft Auto Online, als Teil des After Hours DLC.
Der Künstlername The Black Madonna bezieht sich auf die Schwarze-Madonna-Gemälde der Jungfrau Maria, eine Hommage an die katholische Lieblingsheilige ihrer Familie. Als Reaktion auf eine Change.org-Petition, die Bedenken wegen rassistischer Unsensibilität äußerte, änderte Stamper am 20. Juli 2020 ihren Künstlernamen in The Blessed Madonna. Sie zitierte „Kontroverse, Verwirrung, Schmerz und Frustration“, die durch den vorherigen Namen verursacht wurden, und erklärte: „Leute, die diese Hingabe teilten, liebten den Namen, aber im Nachhinein hätte ich stärker auf andere Perspektiven hören sollen.“
Am 27. Juli 2020 kündigte die britische Sängerin Dua Lipa die Veröffentlichung eines Remixes von Stamper ihres Songs „Levitating“ mit den amerikanischen Künstlern Madonna und Missy Elliott an, der als fünfte Single ihres 2020er Albums "Future Nostalgia" dienen soll. Der Remix wurde am 14. August 2020 veröffentlicht. Am 4. August 2020 kündigte Dua Lipa das Album Club Future Nostalgia an, der von Stamper gemixt wurde und auf dem neben den bereits angekündigten Gästen Madonna und Missy Elliott auch Mark Ronson, Gwen Stefani und andere zu hören sind.

## Diskografie (Auswahl)
Alben
- 2020: Club Future Nostalgia (mit Dua Lipa)
- 2024: Godspeed

Singles
- 2020: Levitating (Dua Lipa feat. The Blessed Madonna & Missy Elliott)
- 2021: Marea (We’ve Lost Dancing) (Fred Again feat. The Blessed Madonna, #9 der deutschen Single-Trend-Charts am 25. Juni 2021;[18] AT: Gold)
- 2023: Mercy (feat. Jacob Lusk)
- 2024: Edge of Saturday Night (feat. Kylie Minogue)

Ausgewählte Remixe
- 2015: Nick Höppner – Relate
- 2016: Robyn – Indestructible
- 2016: Tiga – Blondes Have More Fun
- 2018: Silk City und Dua Lipa – Electricity
- 2019: Robyn – Between The Lines
- 2019: Georgia – About Work the Dancefloor
- 2020: Celeste – Stop This Flame

## Auszeichnungen für Musikverkäufe
| Goldene Schallplatte - Australien - 2023: für die Single Marea (We’ve Lost Dancing) - Dänemark - 2023: für die Single Marea (We’ve Lost Dancing) - Italien - 2023: für die Single Marea (We’ve Lost Dancing) - 2024: für die Single Mercy - Neuseeland - 2024: für die Single Marea (We’ve Lost Dancing) - Spanien - 2024: für die Single Marea (We’ve Lost Dancing) | Platin-Schallplatte - Frankreich - 2025: für die Single Marea (We’ve Lost Dancing) - Niederlande - 2022: für die Single Marea (We’ve Lost Dancing) - Polen - 2024: für die Single Marea (We’ve Lost Dancing) |

Anmerkung: Auszeichnungen in Ländern aus den Charttabellen bzw. Chartboxen sind in ebendiesen zu finden.
| Land/RegionAuszeichnungen für Musikverkäufe (Land/Region, Auszeichnungen, Verkäufe, Quellen) | Gold     | Platin     | Verkäufe  | Quellen                   |
| -------------------------------------------------------------------------------------------- | -------- | ---------- | --------- | ------------------------- |
| Australien (ARIA)                                                                            | Gold1    | —          | 35.000    | aria.com.au               |
| Dänemark (IFPI)                                                                              | Gold1    | —          | 45.000    | ifpi.dk                   |
| Frankreich (SNEP)                                                                            | —        | Platin1    | 200.000   | snepmusique.com           |
| Italien (FIMI)                                                                               | 2× Gold2 | —          | 100.000   | fimi.it                   |
| Neuseeland (RMNZ)                                                                            | Gold1    | —          | 15.000    | aotearoamusiccharts.co.nz |
| Niederlande (NVPI)                                                                           | —        | Platin1    | 80.000    | nvpi.nl                   |
| Österreich (IFPI)                                                                            | Gold1    | —          | 15.000    | ifpi.at                   |
| Polen (ZPAV)                                                                                 | —        | Platin1    | 50.000    | olis.pl                   |
| Spanien (Promusicae)                                                                         | Gold1    | —          | 30.000    | elportaldemusica.es       |
| Vereinigtes Königreich (BPI)                                                                 | —        | 2× Platin2 | 1.200.000 | bpi.co.uk                 |
| Insgesamt                                                                                    | 7× Gold7 | 5× Platin5 |           |                           |